# Pieter Dourlein
Pieter Dourlein (Veere, 2 februari 1918 - Loch Alsh (Schotland), 31 mei 1976) was een officier van de Koninklijke Marine, Ridder in de Militaire Willems-Orde en een geheim agent die een sleutelrol speelde in het beëindigen van het Englandspiel.

## Voor de oorlog
Dourlein trad in 1934 als matroos in dienst bij de marine.

## Oorlogsjaren

### Engelandvaart
In 1941 deed Dourlein twee pogingen om uit het bezette Nederland te ontsnappen. De eerste poging was met voormalig wachtmeester R. Buitenhuis, deze poging mislukte. Enkele weken later vertrok de Engelandvaarder vanuit IJmuiden in gezelschap van K. de Korver en Jan Adrianus den Ouden. Ze hadden een motorboot geregeld. Na vijftig uren werden ze opgepikt door een Engelse mijnenveger en naar Sheerness gebracht. Ze werden hiervoor onderscheiden met het Bronzen Kruis. Den Ouden werd ingedeeld bij her 320 Dutch Squadron RAF. Hij vloog in een Lockheed Hudson, maar kwam van een van zijn vluchten niet terug. De Korver kwam uit Vlaardingen, maar verdween aan de horizon.

### Geheim agent
In Engeland zette hij zich wederom in bij de Marine. Hij zat op de Hr. Ms. Isaac Sweers. In 1942 en nam aan enkele acties deel.
In 1942 meldden Dourlein en Ben Ubbink zich aan voor een opleiding als geheim agent. Ubbink werd al in november 1942 naar Nederland gezonden. Dourlein werd in maart 1943 nabij Ermelo gedropt en direct na landing door de Duitse bezetter gevangengenomen en naar kamp Haaren (het grootseminarie) overgebracht, dat op dat moment dienstdeed als gevangenis voor de Gestapo. Hij was een van de slachtoffers van het Englandspiel. De contacten tussen Nederland en de Engelse geheime dienst SOE stonden onder controle van de Duitse Abwehr, waardoor zij op de hoogte waren van de komst van Dourlein.
In de nacht van 29 op 30 augustus 1943 wisten Dourlein en Ubbink te ontsnappen uit Haaren. Zij stelden de Britten op de hoogte van het feit dat het netwerk in Nederland onder controle stond van de Abwehr. Via de grensovergang bij Esbeek, via Zwitserland en Spanje bereikten op 1 februari 1944 Engeland. In Engeland werd Dourlein er echter van verdacht een Duits spion te zijn en direct in hechtenis genomen. Dourlein en Ubbink werden uitgebreid verhoord door Majoor Dobson, die toen net hoofd SOE Dutch Section werd.

### Schutter
Na vier maanden werd Dourlein en Ubbink vrijgelaten, beiden verbitterd. Hij nam als korporaal-schutter dienst bij het 320 Dutch Squadron RAF van de Marine Luchtvaartdienst waar hij tot het einde van de Tweede Wereldoorlog betrokken was bij de gevechten. Bij Koninklijk Besluit no. 25 van 6 oktober 1950 werd Dourlein benoemd tot Ridder 4e klasse der Militaire Willems-Orde. Hij beschreef zijn belevenissen in Inside North Pole: a secret agent's story dat in 1953 in Londen verscheen. Ubbink nam ontslag bij de marine en werd stuurman op de koopvaardij.
Een jaar later werd Pieters broer, Joost Dourlein, ook Ridder in de MWO voor zijn acties tijdens de oorlog op Oost-Java.
De oudste broer Adrie heeft later de MWO uit bescheidenheid geweigerd.

## Na de oorlog

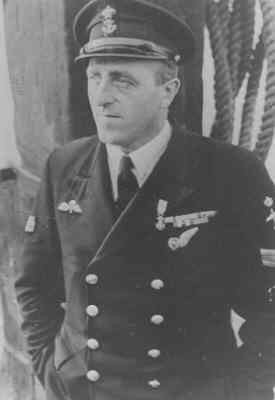
Dourlein na de oorlog

Na de oorlog bleef Dourlein tot 1968 bij de Marine, waar hij inmiddels was opgeklommen tot luitenant-ter-zee. In 1976 overleed hij tijdens een vakantie in Schotland. Hij werd op 10 juni van dat jaar in Katwijk begraven.

## Onderscheidingen
- Ridder der 4e klasse in de Militaire Willems-Orde, 1950
- Bronzen Kruis, 1941
- Oorlogsherinneringskruis
- Ereteken voor Orde en Vrede
- Medaille van de Orde van het Zwaard

1. ↑  Peter Dourlein overleden (58), Het Vrije Volk, 10 juni 1976.